# Autour du mystère
Autour du mystère est un film français réalisé par Henri Desfontaines, sorti en 1920.

## Fiche technique
- Titre : Autour du mystère
- Réalisation : Henri Desfontaines[1]
- Scénario : Henri Desfontaines[1]
- Photographie : Georges Specht[1]
- Société de production : Société des films Eclipse[1]
- Distribution : Société des films Eclipse[1]
- Format : noir et blanc - muet - 1.33:1[2]
- Durée : 76 minutes[2] (1545 mètres)[3]
- Date de sortie : 9 avril 1920[1]

## Distribution
Source : cinema.encyclopedie.films.bifi.fr
- Loïs Mérédith
- Félix Ford
- Odette
- Henri Desfontaines : le fou[3]